# Gaetano Marzotto (imprenditore 1820)
Gaetano Marzotto (Valdagno, 20 settembre 1820 – Valdagno, 8 novembre 1910) è stato un imprenditore e politico italiano.

## Biografia

### Attività imprenditoriale
Gaetano Marzotto nasce a Valdagno il 20 settembre 1820, secondo figlio di Luigi Marzotto e di Angela Pedrazza.
Il padre Luigi lascia il lanificio e le altre attività ai tre figli, Francesco, Gaetano e Giovanni.
Ma è Gaetano che dà impulso alla fabbrica di tessuti di lana, a cominciare dal 1836 quando riunisce in una sola azienda le varie attività laniere svolte dalla famiglia presso lavoranti a domicilio e abbandona le altre attività mercantili del padre.
Nel 1842 l'opificio rimane proprietà di Gaetano e Giovanni col nome di "Fabbrica tessuti di lana F.lli Gaetano e Giovanni Marzotto" e Gaetano Marzotto ne assume la direzione.
Sotto la sua gestione, la produzione comincia a crescere in modo lento ma costante. Egli infatti allarga il mercato ai maggiori centri lombardi, in seguito alla costruzione della ferrovia Venezia-Padova-Vicenza-Verona agli inizi degli anni cinquanta, della Verona-Brescia nel 1854 e poi della Brescia-Bergamo-Treviglio nel 1857. 
Crea a Valdagno nel 1866 la Società di Mutuo Soccorso degli artigiani e operai. 
Nel 1869 inizia un processo di meccanizzazione della tessitura introducendo una turbina a vapore che alimenta gli alberi motori dei telai e acquista nuove attrezzature.
Alle soglie degli anni settanta dell'Ottocento, "la sua azienda è – con 300 addetti, 2.800 fusi di filatura e 105 telai – la seconda impresa laniera del Veneto dopo il Lanificio Rossi di Schio (in quel momento il più importante stabilimento industriale del paese)".
Nel 1876 il numero degli operai sale a 400 e nel 1879 Gaetano sr costruisce, per far fronte alla crescente domanda di filato, una nuova fabbrica di filatura, a Maglio di Sopra.
Nel 1877 partecipa alla costituzione dell' ”Associazione dell'industria laniera italiana” diventandone in seguito vicepresidente.
Il 28 maggio 1879 Gaetano Marzotto sr promuove la costituzione a Londra della società "The Province of Vicenza Steam Tramway Company Limited", abilitata ad operare nel Regno in virtù del regio decreto n. MMCCCCXLIX e titolare della concessione della tranvia Vicenza-Valdagno-Recoaro Terme/Chiampo, importantissima per il trasporto e delle materie prime e dei prodotti finiti.
In quegli anni Gaetano sr, dal momento che la sua azienda, come gran parte dell'industria manifatturiera italiana, risente della concorrenza francese per un regime di libero scambio, diventa sostenitore di una politica economica protezionistica.
Non si accontenta più del mercato italiano e comincia ad esportare filati industriali nell'area danubiano-balcanica.
Nel 1885 muore il fratello Giovanni e Gaetano sr cambia il nome della ditta da F.lli Gaetano & Giovanni Marzotto in Gaetano Marzotto & Figli.
Gaetano Marzotto ebbe tre figli che lavorarono con lui e contribuirono negli anni allo sviluppo dell'azienda : Luigi Marzotto, Vittorio Emanuele Marzotto Sr ed Alessandro Marzotto.
Nel 1890, con il figlio Vittorio Emanuele Marzotto Sr, entra nella "Accomandita Società per la esportazione dei prodotti italiani nell'America del Sud Enrico Dell'Acqua", grazie alla quale l'azienda valdagnese inizia ad esportare nei mercati sudamericani. 
Gli occupati salgono rapidamente, sono 600 nel 1889, 1200 nel 1897, 1700 nel 1904, 2000 nel 1910.
Il 21 dicembre 1902 Gaetano sr  viene insignito del titolo di Cavaliere del Lavoro.
Muore a Valdagno l'8 novembre 1910.

### Attività politica
Aderisce nel 1848 al movimento risorgimentale.
Durante la dominazione austriaca entra a far parte della giunta comunale e si batte per ottenere una “scuola elementare maggiore” che dia accesso al ginnasio e alle scuole tecniche. La scuola vien inaugurata nel 1863.
Con l'annessione del Veneto all'Italia nel 1866 è nominato sindaco di Valdagno.
Viene eletto deputato del Regno d'Italia per quattro legislature nel 1876, nel 1880 nel 1892 e nel 1895.